# Nodo Margherita delle navi da guerra
Il nodo Margherita delle navi da guerra è una variante del più semplice Nodo margherita, conosciuto anche come Nodo margherita doppio è un nodo meno facile da creare ed utile per diversi scopi oltre quello di accorciare una cima troppo lunga o lesionata. Crea due colli fissi regolabili. I colli sono regolabili fino a che i nodi bloccanti creati con mezzi colli non sono in tensione. Come la Gassa spagnola ed il Nodo Corona, crea due occhielli fissi ai quali si possono a loro volta legare altre cime o farle passare all'interno dei colli. È più robusto del nodo margherita semplice. Ci sono ulteriori varianti di questo nodo.

## Usi

### Nautica
- Può servire ad accorciare una cima senza doverla tagliare.
- Può servire anche per imbracatura di emergenza per issare una persona. In questo caso gli occhielli che si creano esternamente devono essere larghi abbastanza per far passare le braccia e lo spazio tra i mezzi colli ed il nodo piano che si crea la centro devono essere larghi abbastanza per far passare le gambe. Il nodo deve essere fatto da persone esperte.
- Può servire per distanziare due cime in tensione, per la lunghezza di un canale.
- Può servire per creare lungo un canale di un fiume due occhielli ai quali legare le poppe di due rispettive barche, che puntano le prue verso le sponde del canale.

## Esecuzione
L'esecuzione è più complessa del nodo margherita. Si devono creare quattro colli una sopra l'altro e poi tirando la seconda e la terza asola all'interno dei colli si crea il nodo.